# Refuge d'oiseaux de la Baie Hannah
Le refuge d'oiseaux de la Baie Hannah (anglais : Hannah Bay Migratory Bird Sanctuary) est un refuge d'oiseaux migrateurs du Canada située en Ontario et au Nunavut. Le refuge de 252 km2 comprend une portion de la péninsule Ministikawatin allant de la frontière de l'ontario et du Québec, jusqu'à la baie James. Il protège de vastes vasières intertidales et de marais à carex qui entraine à chaque automne la concentration des oiseaux migrateurs, don l'oie des neiges, la bernache du Canada, le canard pilet et le canard noir. Il a été créé en 1939 et il est administré par le service canadien de la faune. Il a été inclus en 1987 dans le site Ramsar du sud de la baie James.